# 백근곤
백근곤(1988년 ~ )은 대한민국의  MBC경남의 아나운서이다. 

## 학력
- 고려대학교 사범대학 (체육교육 / 학사)

## 경력
KCTV제주방송 아나운서 (2014~2015)
SPOTV 캐스터(2015~2016)
MBC 스포츠 캐스터(2016~2018)
MBC경남 아나운서 (2018~)

## 진행
MBC 뉴스투데이 경남
MBC 뉴스데스크 경남 (주말 교대)[1]
좋은 아침 (라디오)
정오종합뉴스 경남[2]
15시 뉴스 경남 (라디오)